# Pieter Teylers Huis
Pieter Teylers Huis, eerder Teylers Fundatiehuis genoemd, staat in de Damstraat 21 in de Nederlandse stad Haarlem. In dit huis woonden Pieter Teyler van der Hulst en zijn vrouw Helena Wijnand Verschaave. Daarvoor woonden zij in het huis De Hulst, dat ligt tussen het Klokhuisplein en de Damsteeg in.
Pieter Teyler was een rijke Haarlemmer die zijn vermogen en huis naliet aan een stichting ter bevordering van kunst en wetenschap. Daaruit kwam Teylers Museum voort, dat in 1784 opende en hiermee het oudste museum van Nederland is. De Ovale Zaal van Teylers Museum (geopend in 1784) grenst aan het huis. Sinds 1878 is de ingang van het museum om de hoek op het Spaarne. Het huis staat nog steeds in verbinding met het museum. Door zijn erfenis is dat tot op de dag van vandaag in stand gebleven, alsook het Fundatiehuis waarvan bij testament is vastgelegd dat dit niet verkocht mag worden.
In de Grote Zaal van het huis vinden traditioneel de vergaderingen plaats van zowel Teylers Stichting als van Eerste en Tweede Genootschap.
Het Pieter Teylers Huis werd vanaf 2013 gerestaureerd en in maart 2021 opgeleverd voor herinrichting. Op 30 november 2021 opende Koningin Máxima het huis voor publiek. 

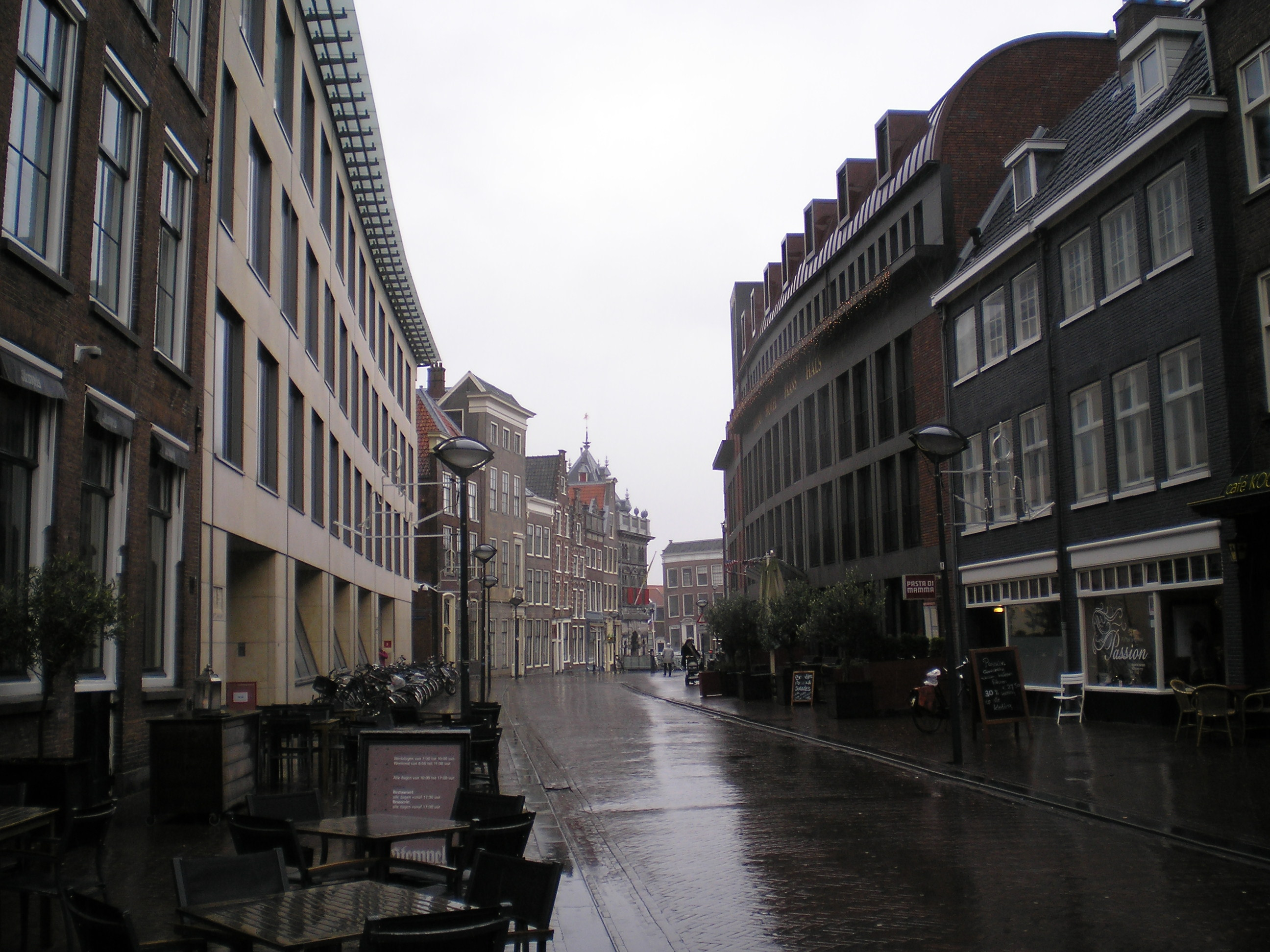
Damstraat te Haarlem
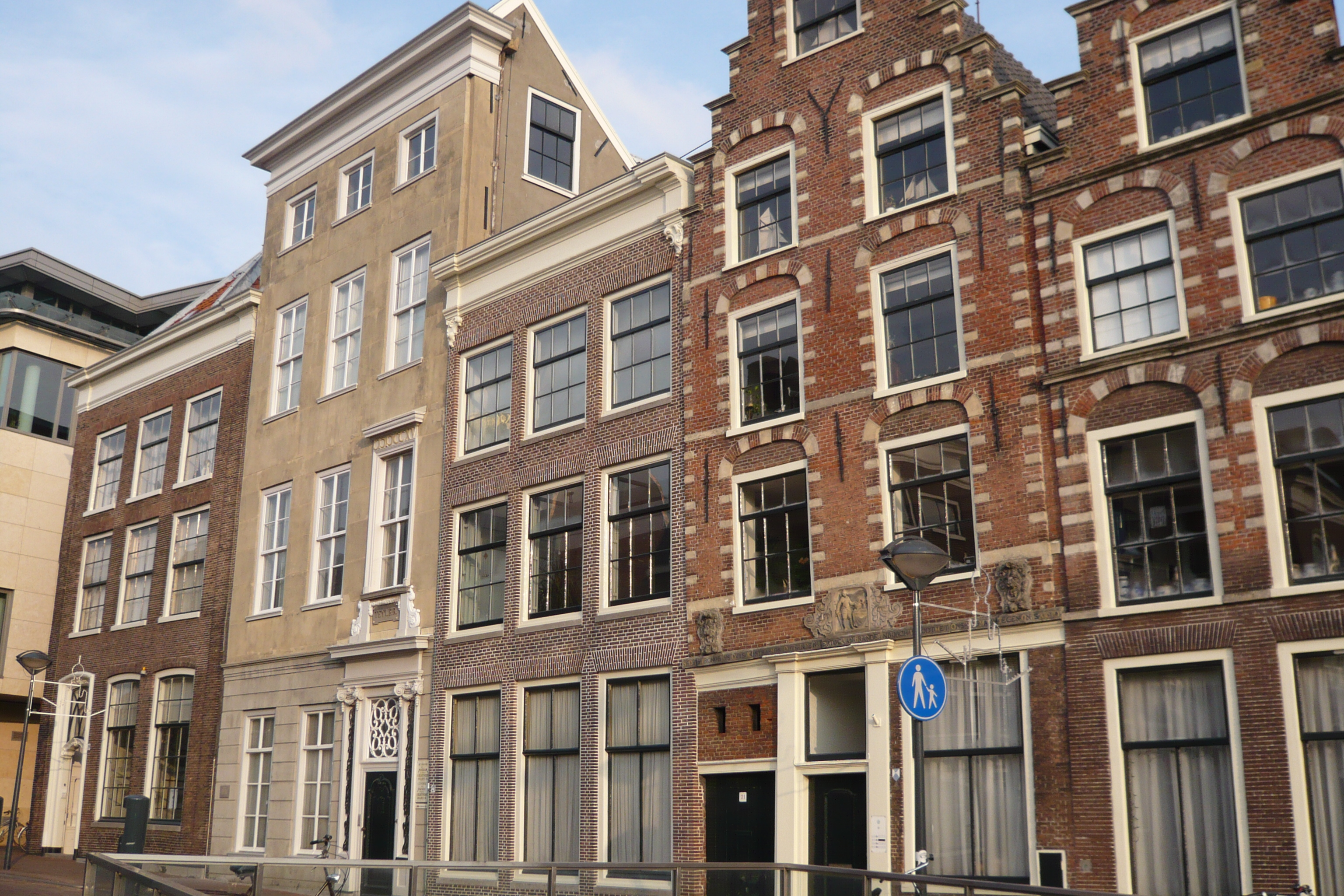
Damstraat met Fundatiehuis
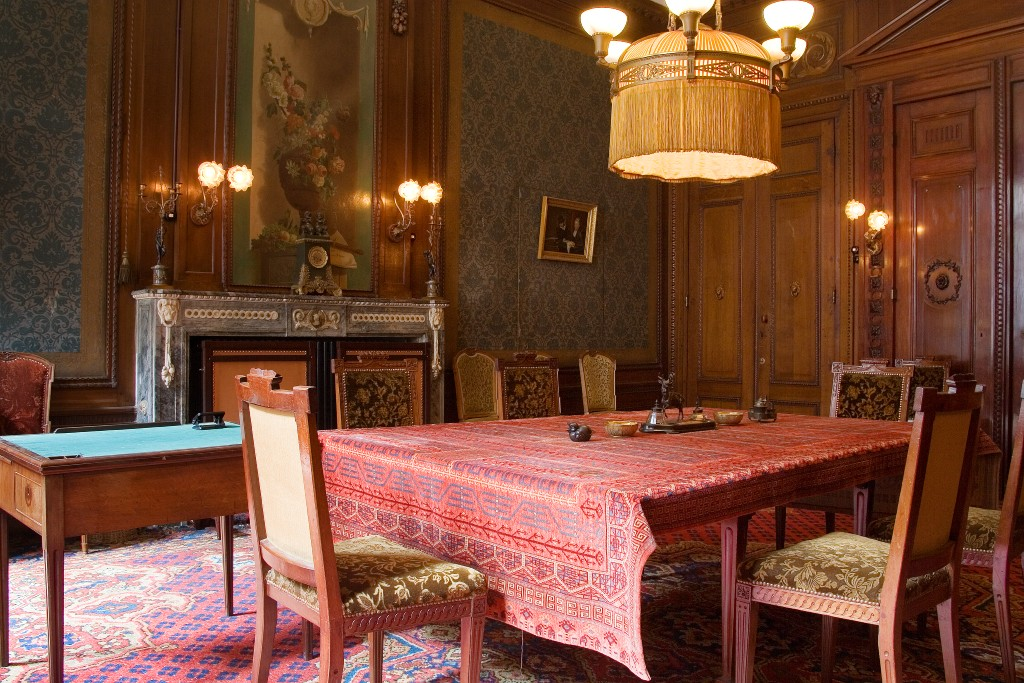
Grote Herenkamer van het Fundatiehuis

## Trivia
- Het Teylers Hofje (1787) aan de Koudenhorn 64a aan het Spaarne is gesticht uit de nalatenschap van Pieter Teyler van der Hulst.